# Mamporal (Venezuela)
Pour les articles homonymes, voir Mamporal.
Mamporal est le chef-lieu de la municipalité de Buroz dans l'État de Miranda au Venezuela.

## Étymologie
Mamporal tire son nom de l'indien mampora qui désigne une plante endémique de la région.

## Histoire
La ville est fondée le 16 janvier 1738 dans une région de production de cacao. Elle est le chef-lieu de la municipalité de Buroz depuis sa création en 1991.

## Personnalités
La localité est le lieu de naissance de l'héroïne de la Guerre d'indépendance du Venezuela Eulalia Buroz, de son vrai nom Eulalia Ramos de Chamberlain (1796-1817), qui a donné son nom à la municipalité.

## Sources
- (es) Cet article est partiellement ou en totalité issu de l’article de Wikipédia en espagnol intitulé « Mamporal » (voir la liste des auteurs).